# Joseph Matthäus von Lippa
Josef Matthäus von Lippa (ur. 1713, zm. 22 października 1776) – austriacki starosta powiatu raciborskiego, pszczyńskiego i gliwickiego w latach 1760–1762, podczas wojny siedmioletniej, kiedy to powiaty te znajdowały się w rękach Austriaków.
Był mężem Marii Josefy von Larisch, którą poślubił 17 maja 1744 roku.
Josef Matthäus von Lippa był jedynym austriackim burmistrzem Raciborza. 15 marca 1760 r. o godz. 5:00 wojska austriackie wkroczyły do Raciborza i tym samym ustanowiły swojego burmistrza oraz starostę, którym został von Lippa na Radoszowach. Sprawował urząd przez ponad dwa lata, do 11 maja 1762 r., kiedy miasto opuściły wojska austriackie i przywrócono pruską administrację z burmistrzem Johannem Sternemannem na czele.